# 막스 아릴스코우
막스 요하네스 아릴스코우(덴마크어: Max Johannes Arildskov, 본명: 막스 요하네스 예르겐센(덴마크어: Max Johannes Jørgensen), 1896년 2월 17일 하순 ~ 1986년)는 덴마크의 정치인이다.

## 생애
1932년 국가사회주의 덴마크 노동자당에 가입했다. 그는 신속히 당선자를 지명한 후 당원의 후임으로 1943년 총선거의 후보자가 되었다. 국가사회주의 덴마크 노동자당이 선거에서 패배했을 때 그는 프리츠 클라우센의 실패를 비난했다. 이에 따라 1943년 6월 4일을 기해 국가사회주의 덴마크 노동자당을 탈당하게 된다.
1943년 10월에는 덴마크 인민 방위와 함께 샬부르크 부대(Schalburgkorps)를 공동 설립했다. 그는 나중에 대략 200명에 달하는 준군사 조직인 민병대(Landstormen)를 창설했고 1944년 1월 9일에는 민병대의 사령관으로 임명되었다.
1944년 7월에는 샬부르크 부대의 관리자였던 옌스 페테르 크란루프(Jens Peter Krandrup)와 함께 부대를 해체했다. 제2차 세계 대전 종전 이후에는 덴마크 경찰에게 체포되어 재판에서 징역 8년을 선고받았지만 1948년 5월 9일에 석방되었다.

## 같이 보기
- 프리츠 클라우센